# Размеры птерозавров
Типичные размеры для многих видов птерозавров мелового периода составляли около 1 метра и немного больше.
Отдельные представители птерозавров являются крупнейшими летающими животными всех времён. Ниже приведён список, который включает в себя крупнейших птерозавров, известных в настоящее время.
Самый мелкий известный птерозавр — Nemicolopterus crypticus, чей размах крыла оценивается в 25 см. Однако, точно не известно, взрослая ли особь данного вида представлена найденными окаменелостями.

## Птерозавры с наибольшим размахом крыла

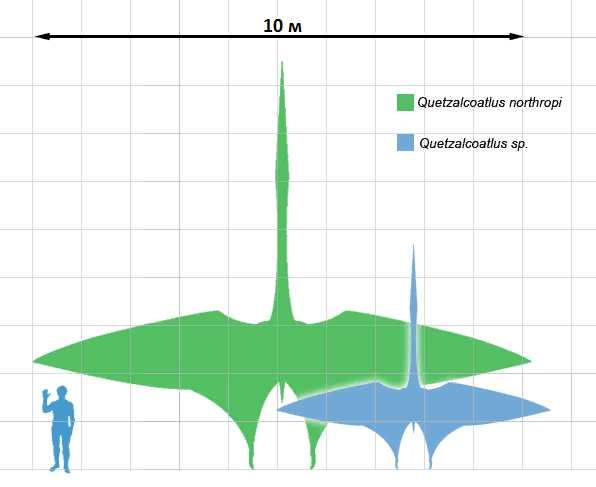
Сравнение размеров Quetzalcoatlus northropi, Quetzalcoatlus sp. и человека

В данном списке представлены птерозавры с размахом крыльев более 5 метров:
1. Arambourgiania philadelphiae — 7—13 м[7][8]
2. Hatzegopteryx thambema — 10—11 м[2]
3. Quetzalcoatlus northropi — 10—11 м[9]
4. Неназванный вид птерозавра, описанный Александром Стояновым — 10 м[2][10]
5. Tropeognathus mesembrinus — 8,2 м[11]
6. Geosternbergia maysei — 7,25 м[12]
7. Coloborhynchus capito — 7 м[13]
8. Moganopterus zhuiana — 7 м[14]
9. Pteranodon longiceps — 6,25 м[12]
10. Tupuxuara longicristatus — 6 м[15]
11. Santanadactylus araripensis — 5,7 м[16]
12. Cearadactylus atrox — 5,5 м[16]
13. Caulkicephalus trimicrodon — 5 м[17]
14. Istiodactylus latidens — 5 м[16]
15. Lacusovagus magnificens — 5 м[18]
16. Liaoningopterus gui — 5 м[16]
17. Phosphatodraco mauritanicus — 5 м[16]

## Факторы размеров птерозавров
Во время триасового—юрского периодов птерозавры достигали достаточно скромных размеров. В меловом периоде наблюдается тенденция к увеличению размеров от крупных до гигантских (размах крыльев от 2 до более 6 м), и хотя формы малого и среднего размера (размах крыльев от менее 1 до 2 м) известны из нижнего мела, они редки в отложениях верхний мела. Эта закономерность приписывается появлению птиц в среднем мезозое и вытеснению ими птерозавров из ниш, ранее занятых формами малого и среднего размера.
Некоторые виды птерозавров достигали очень больших размеров (отдельные представители имели размах крыльев более 9 м.), и это, возможно, могло оказать влияние на их способность к полёту. Такое огромное животное весило не меньше 250 кг. Для сравнения, максимальный размах крыльев странствующего альбатроса составляет 3 м, и весит эта птица не более 12 кг. Это означает, что крупные птерозавры могли иметь бо́льшую нагрузку на крыло, чем у любой современной птицы. Возможно, способ и техника полёта птерозавров как-то отличались от таковых у современных птиц.
Такие факторы, как тёплый мезозойский климат или более высокие уровни кислорода, возможно, помогали крупным птерозаврам оставаться в воздухе. К тому же, птерозавры имели воздушные мешки в толще мембраны крыла и поднимались в воздух, отталкиваясь всеми четырьмя конечностями, в отличие от современных птиц. Это также могло способствовать их лучшей приспособленности к полёту.